# Boehmeria platanifolia
Boehmeria platanifolia là loài thực vật có hoa trong họ Tầm ma. Loài này được (Franch. & Sav.) C.H.Wright mô tả khoa học đầu tiên năm 1899.